# Marigny-Saint-Marcel
Marigny-Saint-Marcel är en kommun i departementet Haute-Savoie i regionen Auvergne-Rhône-Alpes i sydöstra Frankrike. Kommunen ligger i kantonen Rumilly som tillhör arrondissementet Annecy. År 2022 hade Marigny-Saint-Marcel 701 invånare.

## Befolkningsutveckling
Antalet invånare i kommunen Marigny-Saint-Marcel
| Referens: INSEE |